# Helvella monachella

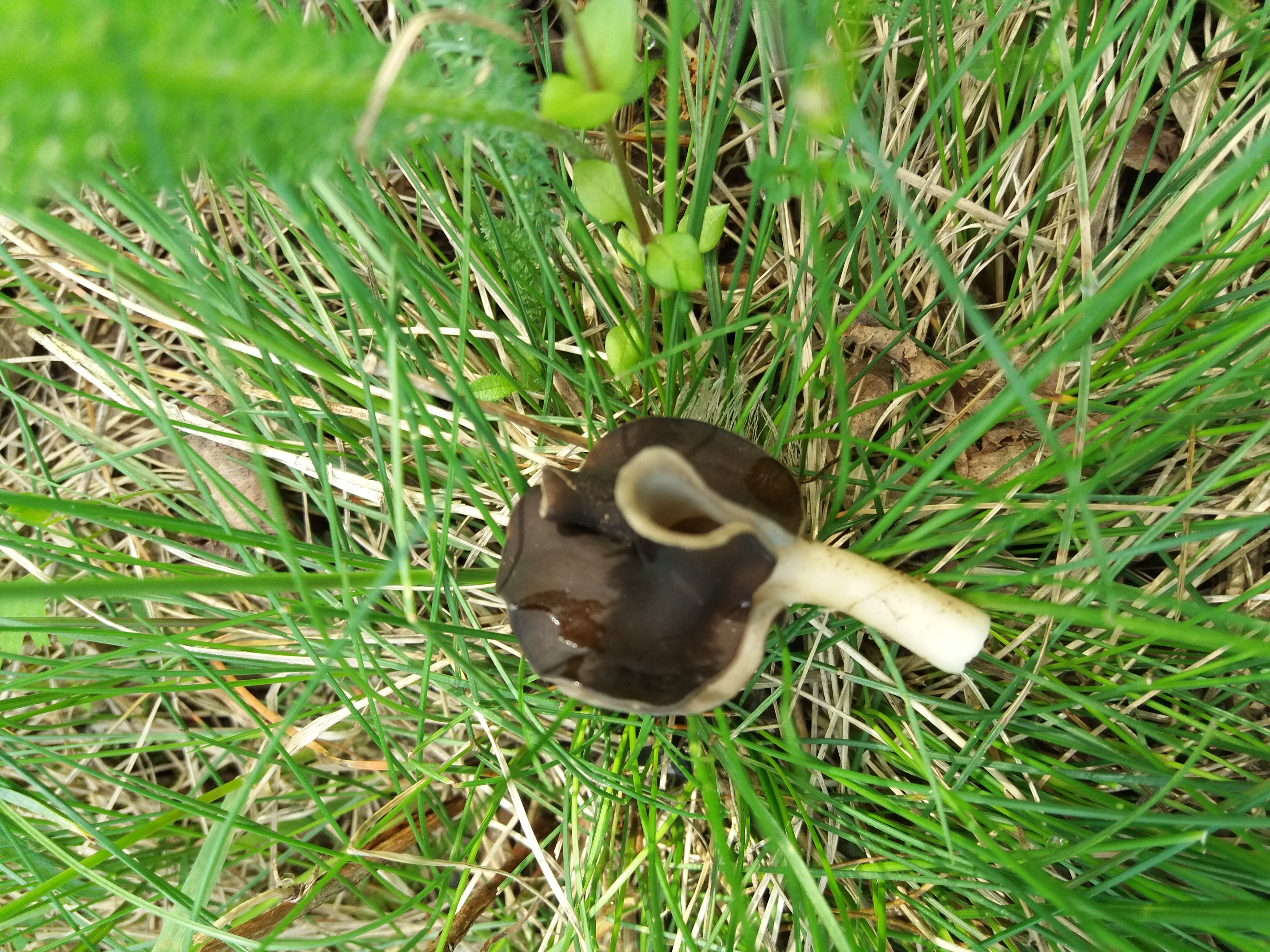

Helvella monachella (Scop.) Fr. – gatunek grzybów z rodziny piestrzycowatych (Helvellaceae).

## Systematyka i nazewnictwo
Pozycja w klasyfikacji według Index Fungorum: Helvella, Helvellaceae, Pezizales, Pezizomycetidae, Pezizomycetes, Pezizomycotina, Ascomycota, Fungi.
Po raz pierwszy takson ten opisał w 1772 r. Joannes Antonius Scopoli, nadając mu nazwę Phallus monachella (jako monacella). Obecną nazwę nadał mu Elias Fries w 1822 r.
Synonimy:
- Helvella monachella f. brevistipitata Bánhegyi 1939
- Helvella monachella var. cohaerens Chenant. 1921
- Leptopodia monachella (Scop.) Boud. ex M.M. Moser 1963
- Phallus monachella Scop. 1772[2].

## Morfologia
Owocnik
Składający się z kapelusza i trzonu. Kapelusz siodłowaty, złożony z trzech trójkątnych płatków tworzących piramidalną, mniej lub bardziej pofałdowaną główkę. Zewnętrzna powierzchnia owłosiona, ciemnobrązowa lub czarniawa z niewyraźnymi purpurowymi wybarwieniami, powierzchnia wewnętrzna szarobiała, z wiekiem ma tendencję do ciemnienia lub przybierania koloru brązowo-ochrowego. Trzon cylindryczny, kręty, u podstawy zazwyczaj rozszerzony, drobno prążkowany, chrzęstny, elastyczny pusty, gładki, bez wyraźnego zapachu i smaku.
Cechy mikroskopowe
Worki cylindryczne, ośmiozarodnikowe, jednorzędowe, nieamyloidalne o wymiarach (309,3–)329,7–376,6(–390,9) × (13,5–)14,9–17,5(–20,3) μm. Zarodniki elipsoidalne, gładkie, szkliste, z dużą, centralną gutula i kilkoma mniejszymi na końcach (20,6–) 21,3–23,8(–25,1) × (13,5–)13,9–15,3(–15,8) μm; Q = 1,4–1,6. Parafizy cylindryczne, septowane, rozgałęzione u podstawy, z wierzchołkiem nieco grubszym (5,1–6,9) μm.
Gatunki podobne
Pod względem barwy podobna jest piestrzyca zatokowata (Helvella lacunosa), ale różni się wyraźnie trzonem, który jest pobrużdżony głębokimi jamistymi żłobkami, a także główką, która jest bardziej złożona i kręta.
Podobna jest także piestrzyca czarna (Helvella atra), ale ma ona jaśniejszy kolor, czarniawoszary, wyższy bruzdowany trzon o barwie czarniawo brązowej i mniejsze zarodniki, 18-20 × 10-12 µm. Helvella monachella może być pomylona także z piestrzenicą infułowatą (Gyromitra infula).

## Występowanie i siedlisko
Helvella monachella występuje głównie w Europie, podano też jedno stanowisko w Ameryce Północnej. Gatunek znany z nielicznych stanowisk. M.A. Chmiel w 2006 r. przytoczyła dwa stanowiska w Polsce, obydwa dawne (1910 i 1914 r.). W późniejszych latach w piśmiennictwie naukowym brak wzmianek o znalezieniu tego gatunku w Polsce, ale jego aktualne stanowiska podaje internetowy atlas grzybów. Znajduje się w nim na liście gatunków zagrożonych, wartych objęcia ochroną.
Grzyb naziemny dość rzadki, rosnący zwłaszcza pod topolami, raczej na piaszczystej glebie. W Polsce znajdywany zazwyczaj w sztucznych nasadzeniach z takimi drzewami jak topola, brzoza, robinia, sosna.

## Własności trujące
Helvella monachella, podobnie jak wiele innych gatunków z rodziny piestrzycowatych, zawiera odporne na ciepło toksyny termolabilne. Długotrwałe gotowanie zmniejsza ryzyko zatrucia, ale nie można go uniknąć całkowicie, zwłaszcza jeśli zostaną zjedzone grzyby niedogotowane lub co gorsza surowe. Z tego powodu gatunek ten uważany jest za trujący.